# Else Pappenheim
Else Pappenheim (geboren 22. Mai 1911 in Salzburg, Österreich-Ungarn; gestorben 11. Jänner 2009 in New York) war eine US-amerikanische Neurologin, Psychiaterin und Psychoanalytikerin österreichischer Herkunft.

## Leben
Else Pappenheim stammte aus einer traditionsreichen jüdischen Arztfamilie. Ihre Mutter Edith Goldschmidt (1883–1942) – eine Enkelin der Begründerin der ersten Frauenhochschule in Leipzig, Henriette Goldschmidt – konnte der Judenverfolgung nicht entkommen und verübte 1942 gemeinsam mit ihrer Schwester in Bonn Suizid. Ihr Vater Martin Pappenheim (1881–1943) war Vorsteher der neurologischen Abteilung am Krankenhaus Lainz, der als Gegner des Austrofaschismus 1934 nach Palästina emigrierte. Ihre Tante war Marie (Mitzi) Pappenheim, die als eine der ersten Frauen an der Medizinischen Fakultät in Wien promoviert wurde, als Kommunistin unter ihrem Ehenamen Marie Frischauf zusammen mit Wilhelm Reich in Wien Sexualberatungsstellen für Mittellose betrieb und ebenfalls 1934 emigrieren musste.
Else Pappenheim wuchs in Wien auf, wo sie die Reformschule von Eugenie Schwarzwald besuchte. Danach studierte sie ebenfalls Medizin. Pappenheim zählte 1937 zu den letzten Analytikern, die vor dem Anschluss im März 1938 am Wiener Psychoanalytischen Institut  ausgebildet wurden. Bis März 1938 war Pappenheim an der Universitätsklinik Wien als Sekundarärztin für Neurologie und Psychiatrie tätig. Nach dem Anschluss wurde das Psychoanalytische Institut geschlossen und seine Mitglieder in die Flucht getrieben.
Über Palästina emigrierte Pappenheim in die USA, wo sie an der Johns Hopkins University in Baltimore bei einem der führenden US-Psychiater, Adolf Meyer, die amerikanische Psychoanalyse kennenlernte, deren analytisches Niveau sie jedoch als „primitiv“ empfand.
In den USA heiratete Else Pappenheim 1946 Stephen Frishauf, der ebenfalls aus Österreich emigriert war. Die Familie lebte später in New York, wo die nunmehrige Else Frishauf als Psychoanalytikerin in freier Praxis tätig war und Professuren an verschiedenen Universitäten innehatte.
1956 besuchte Pappenheim erstmals seit ihrer Flucht wieder Österreich. Doch erst 1987, im Rahmen des Symposiums „Vertriebene Vernunft“, an dem sie neben vielen anderen Emigranten teilnahm, erfolgte eine gewisse Wiederannäherung an Österreich in Form eines Austauschs mit jungen österreichischen Psychiatern und Psychoanalytikern.
Else Pappenheim starb im Alter von 97 Jahren in New York. Sie war das letzte noch lebende Mitglied der Wiener Psychoanalytischen Vereinigung aus der Zeit vor 1938 und eine der letzten Zeitzeuginnen, die über Ende und Neugründung der Psychoanalyse Auskunft geben konnten.

## Schriften
- Else Pappenheim: Zeitzeugin, in: Friedrich Stadler [Hrsg.]: Internationales Symposium, 19. bis 23. Oktober 1987 in Wien: Emigration und Exil österreichischer Wissenschaft, Wien: Jugend und Volk, 1987 ISBN 3-224-16525-1, S. 221–229  (autobiografisch)